# Lennart Booij
Lennart Booij (Amsterdam, 11 december 1970) is een Nederlandse kunsthistoricus, televisiemaker en bekend als presentator van Krachtstroom, Wat heet! en VARA's Nieuwe Lagerhuis. In het verleden was hij politiek actief in de Partij van de Arbeid en in de vernieuwingsbeweging Niet Nix.

## Levensloop
Booij groeide op in Breda. Als scholier was hij voorzitter van het Landelijk Aktie Komitee Scholieren. Hij studeerde geschiedenis aan de Universiteit van Amsterdam en was tijdens zijn studententijd woordvoerder van de ASVA. Samen met medestudent Erik van Bruggen schreef hij een afstudeerscriptie over PvdA-politicus Anne Vondeling.
Door de toenmalige partijvoorzitter Felix Rottenberg werden Booij en Van Bruggen al tijdens hun studietijd bij de PvdA gehaald. Ze werkten onder andere mee aan het wekelijks fax- en mailtijdschrift Vlugschrift. In 1996 richtte het tweetal de politieke vernieuwingsbeweging Niet Nix op. In 1998 waren beiden betrokken bij de verkiezingscampagne van de PvdA voor de Tweede Kamerverkiezingen. Booij en Van Bruggen deden, gesteund door de landelijke partijtop, in 1999 een gezamenlijke gooi naar het partijvoorzitterschap van de PvdA, maar moesten het afleggen tegen Marijke van Hees.
Met Van Bruggen en Alex Klusman startte Booij in 2000 het reclame- en adviesbureau BKB (Booij, Klusman en Van Bruggen), dat campagnes maakt voor de overheid, het bedrijfsleven en maatschappelijke organisaties. Het bureau organiseerde onder andere samen met de gemeente Amsterdam een herdenkingsbijeenkomst voor Theo van Gogh, op de dag dat hij werd neergeschoten. De bijeenkomst op De Dam werd door Booij gepresenteerd.
Op televisie was Booij inmiddels te zien als presentator van het interviewprogramma Krachtstroom, samen met journalist Yoeri Albrecht. Hij werkte voor AT5 en werd in 2005 voorzitter van de Amsterdamse lokale omroep SALTO. Booij presenteerde verschillende andere programma's, zoals VARA's Nieuwe Lagerhuis en AVRO-programma Advocaat van de Duivel, samen met strafpleiter Gerard Spong. Bij de zender Het Gesprek maakte hij het programma De Goede Wereld. Ook is hij een van de presentatoren van het zomerprogramma Wat heet!. Vanaf begin 2009 presenteert hij het programma Een Goede Wereld voor Het Gesprek en bij de AVRO vanaf half april Advocaat van de Duivel; een programma samen met Spong.
Booij stapte in 2011 op als directielid bij BKB om zich volledig te kunnen wijden aan zijn proefschrift over de betekenis van René Lalique in Nederland in de periode 1900-1940. In juni 2013 promoveerde hij en werd daarmee doctor in de Geesteswetenschappen (kunstgeschiedenis). In 2016 werkte Booij gedurende een jaar als conservator bij het Stedelijk Museum Amsterdam.

## Privé
Lennart Booij is getrouwd met Edith Hooge, voorzitter van het College van Bestuur van de Universiteit van Amsterdam.
- Bibliothèque nationale de France: cb14649465f (data)
- Gemeinsame Normdatei: 173087523
- International Standard Name Identifier: 0000 0000 3588 9189
- Library of Congress Control Number: n96111981
- Nederlandse Thesaurus van Auteursnamen: 148202012
- Système universitaire de documentation: 17486907X
- Virtual International Authority File: 44561092
- WorldCat: E39PBJxhk7BxB68Dwjk7vkhGpP